# Exacum stenopterum
Exacum stenopterum är en gentianaväxtart som beskrevs av J. Klackenberg. Exacum stenopterum ingår i släktet Exacum och familjen gentianaväxter. Inga underarter finns listade i Catalogue of Life.